# サイロ (テレビドラマ)
『サイロ』は Hugh Howeyによる小説シリーズである"Silo series"に基づき、グレアム・ヨストが創作したディストピアSFドラマシリーズである。レベッカ・ファーガソンは主演とともに製作総指揮を務める。シリーズは2023年5月5日にApple TV+で配信開始され、2024年11月15日からシーズン2が配信されている。

## 登場人物

### メイン
※括弧内は日本語吹替。
- ジュリエット・ニコルズ : レベッカ・ファーガソン（佐古真弓） : サイロの最下層の機械部の発電機で働くエンジニア
  - 少女の頃のジュリエット : Amelie Child-Villiers（秋山絵理）
- アリソン・ベッカー : ラシダ・ジョーンズ（うえだ星子[3]） : ホルストンの妻でサイロのIT部門勤務
- ホルストン・ベッカー : デヴィッド・オイェロウォ（飯島肇） : アリソンの夫でサイロの保安官
- ロバート・シムズ : コモン（乃村健次） : サイロの司法部の警備隊長
- バーナード・ホーランド : ティム・ロビンス（森田順平）: IT部部長
- マーサ・ウォーカー : ハリエット・ウォルター（英語版）（野村須磨子） : サイロの最下層の修理工でジュリエットの友人
- ルーカス・カイル : アビ・ナッシュ（露崎亘） : ジュリエットがカフェテリアで出会う、IT部のシステム・アナリスト
- パトリック・ケネディ : リック・ゴメス: メンテナンス部職員
- ポール・ビリングス : チナザ・ウチェ（英語版）（清水優譲） : マーンズの後任の主任副保安官

### リカーリング
- サム・マーンズ : ウィル・パットン（宮本充）: 主任副保安官
- ルース・ジャーンズ : ジェラルディン・ジェームズ（一城みゆ希） : 40年務めたサイロの市長
- サンディ : Chipo Chung : 保安官事務所の受付
- グロリア・ヒルデブラント : ソフィー・トンプソン（英語版） : 妊娠カウンセラー
- ジョージ・ウィルキンス :  フェルディナンド・キングズレー（英語版）[注 1] : 修理屋を営むコンピューターおたく、ジュリエットの恋人
- ノックス :  シェーン・マクレー（英語版）（坂詰貴之[3]） : サイロの最下層の機械部部長でジュリエットの上司
  - Charlie Coombesが若いころのノックスを演じる
- ハンク : ビリー・ポスルスウェイト（松川裕輝） : 最下層担当の副保安官
- シャーリー : Remmie Milner : ジュリエットの機械部の同僚
  - Ida Brookeが若いころのシャーリーを演じる
- クーパー : Matt Gomez Hidaka（寺島陸） : 最下層の機械部の新入り
- ピート・ニコルズ : イアン・グレン : ジュリエットの父親で産婦人科医
- メドウズ : ターニャ・ムーディー（きそひろこ） : 司法部長の裁判官

### ゲスト
- ダグルス・トランブル : Henry Garrett : ロバート・シムズの見習い候補
- ハンナ・ニコルズ : シエンナ・ギロリー : ジュリエットの亡き母

## あらすじ
サイロと呼ばれる巨大な144階を超える建造物の中に1万人を超える人々が暮らす。科学技術は抑制され、歴史は改竄されている。外部は汚染されて危険であるとされ、人々は出ることはできるが戻ることは出来ない。
サイロの保安官のホルストンの妻は、意図的に不妊にされていたことを知る。サイロの謎を解こうとするジョージと知り合ったのちに防護服を着せられてサイロを出て行き、人々が見守る中で倒れる。ホルストンは死んだジョージの恋人だった、最下層の発電機のエンジニアのジュリエットを後任に指名した後、サイロを出てやはり倒れる。ジュリエットはジョージの死を捜査するため、階を上って保安官となる。
市長と副保安官が暗殺されるも、ジュリエットの捜査は妨害される。ジュリエットはジョージの遺したハードディスクや本を手掛かりに、サイロの秘密に近づく。当初はメドウズ裁判官率いる司法部の妨害だと疑うも、やがて司法部警備隊長ロバートの属する秘密組織がサイロ中を監視して、禁止された知識を守ろうとするジョージら「炎の番人」を抑圧してきたことが分かる。秘密組織の長である市長代理のバーナードとロバートは、ジュリエットが外に出たいと言ったと偽証し、逮捕させる。ジュリエットは逃亡してハードディスクにアクセスし、外の世界の美しい景色を見る。だがバーナードとロバートに逮捕され、外に出される。友人のマーサがすり替えさせた耐熱テープのおかげで倒れることを免れ、外の世界は荒廃して多数のサイロが存在し、美しい景色がまやかしであると知る。

## エピソード一覧

### シーズン 1
| 通算 話数 | タイトル                            | 監督                   | 脚本                           | 公開日        |
| --- | ----------------------------------- | ---------------------- | ------------------------------ | ------------- |
| 1 | "自由の日" "Freedom Day"            | モルテン・ティルドゥム | グレアム・ヨスト               | 2023年5月5日  |
| サイロと呼ばれる、巨大な144階を超える建造物の中に1万人を超える人々が暮らす。エレベーターなど科学技術は抑制され、ポーターがメッセージや荷物を運ぶ。140年前の反乱ですべての記録は破壊され、それ以前の歴史は知られていない。保安官のホルストンは主任副保安官のサム・マーンズに、「出て行く」と告げる。3年前、ホルストンとIT技術者である妻のアリソンは妊娠の許可をもらい避妊インプラントを摘出してもらうも妊娠しない。アリソンは妊娠カウンセラーのグロリアと会い、ジョージ・ウィルキンスという男を手伝って禁制品である反乱前のハードディスクのデータを復活させて見る。サイロの権力者たちは住民たちに嘘をついており、カメラに映る荒涼とした外部の映像は偽造だと夫に語る。実際には摘出されずに残っていた体内の避妊インプラントを自分で取り出す。サイロを「出て行く」と決め、外部を映すカメラを掃除すると約束する。「協定」により、住民はサイロを出て行くことはできても戻ることはできない。住民が見守る中、アリソンはカメラを掃除するも荒涼とした景色の中で倒れる。2年後、ホルストンはジョージの死を捜査し、他殺だと信じるエンジニアのジュリエットに会う。 |                                     |                        |                                |               |
| 2 | "ホルストンの選択" "Holston's Pick" | モルテン・ティルドゥム | Jessica Blaire & Cassie Pappas | 2023年5月5日  |
| ホルストンはジョージの恋人だったジュリエットに会い、ジョージが禁制品の遺物を収集していたと知る。ジョージがアリソンと一緒に作業していたことを知り、捜査で何か見つかった際には合図を送るジュリエットに約束する。数か月後、ホルストンはサイロを「出て行き」、外部の美しい風景を見る。カメラを掃除し、ヘルメットを外し、アリソンの遺体に這いよって倒れる。住民たちは荒涼とした景色の中でホルストンが倒れる映像を見る。市長のルース・ジャーンズは、ホルストンが後継にジュリエットを指名していたと知る。ジュリエットはジョージが「ドア」を探していたと知り、サイロの下の水の中に続く彼の足跡をたどる。 |                                     |                        |                                |               |
| 3 | "機械" "Machines"                   | モルテン・ティルドゥム | Ingrid Escajeda                | 2023年5月12日 |
| ルースとサムは144階を下ってジュリエットに会いに行く。途中でジュリエットの父の医師ピートや友人のマーサ・ウォーカーに会って彼女の人柄を尋ねる。IT部部長のバーナード・ホーランドや司法部部長のメドウズの反対を押し切って、ルースは保安官の職をジュリエットに提示する。ジュリエットは最初は辞退するが、ホルストンの保安官のバッジを渡され、裏に彫られた"Truth"の言葉を見て、ジョージの死の謎を調べるために変心する。保安官になる前に、故障がちの発電機を止めて修理する許可をルースから得る。予備発電機に切り替えた上で、人々が覚えている限り初めて発電機が止められ、サイロの照明が消えて外部の緑豊かな風景が垣間見える。ジュリエットと新入りのクーパーが発電機の中に入って修理を行う。修理は成功し、ジュリエットはジョージの遺したカムコーダーをマーサに渡し調査を頼んだ後、保安官になるために最下層階から上に昇る。親密になったサムの前で、ルースは血を吐いて倒れる。 |                                     |                        |                                |               |
| 4 | "真実" "Truth"                      | デヴィッド・セメル     | レミ・オーブション             | 2023年5月19日 |
| ルースは死に、サムは自分の水筒の毒をルースが飲んで死んだと信じる。バーナードが市長代理としてジュリエットを保安官に任命する。サムはルースの死を悲しみ、パトリック・ケネディを容疑者として疑う。ジュリエットはサムと協力し、ジョージとルースの死を捜査しようとする。司法部長のメドウズの意を受けた警備隊長のロバート・シムズはジュリエットを解任しようとするも、サムは同意しない。ジュリエットはカフェテリアでルーカスに出会う。サムはアパートで襲撃される。フラッシュバックで、母と弟を失ったジュリエットは悲しみのあまり父と家を出て機械部に加わる。 |                                     |                        |                                |               |
| 5 | "用務員の息子" "The Janitor's Boy"  | デヴィッド・セメル     | グレアム・ヨスト               | 2023年5月26日 |
| サムは死ぬ。ロバートはポール・ビリングスを主任副保安官に任命する。保安官事務所受付のサンディはジュリエットに、司法部がサムの殺人犯をでっち上げるはずだと警告する。バーナードは、ルースとサムを自然死として共同葬儀を行い、市民の気をそらすためにサイロ階段レースを催す。ジュリエットは、司法部警備隊のダグラス・トランブルがパトリック・ケネディの家にサム殺害の偽の証拠を仕込むところを見つけて追い、逆に殺されそうになる。ロバートは逃げたダグラスに、自分の父親は用務員だった裏で、サイロのために重要な秘密の仕事をしていたと語った後、ダグラスを殺す。ダグラスがルースとサムの殺人犯とされて事件は解決する。ルーカスは、カフェテリアのスクリーンに映る光が動いているとジュリエットに教える。ジュリエットは休暇を取って最下層に行き、マーサからカムコーダーの技術が「協定」で許されている限度より進んでいると聞く。 |                                     |                        |                                |               |
| 6 | "遺物" "The Relic"                  | Bert & Bertie          | Aric Avelino                   | 2023年6月2日  |
| ジュリエットはジョージの死の捜査を許されるように、ジョージが隠していた遺物をダグラスの部屋の家宅捜索で見つけるよう仕込む。異物をたどり、密売人のレジーナ・ジャクソンに会い、ジョージの元の恋人だと知る。ロバートはダグラスの部屋で見つかった異物が、ジョージに所有されていたことを知り、ジュリエットの作為を責める。バーナードはジュリエットの仕込んでいないと言う主張を受け入れるも、自然死とされたルースとサムの死の捜査は禁じる。ポールは自分を信頼しないジュリエットを責めるも、法執行者として許されない手の震えなどの症状を指摘される。レジーナはジュリエットに、ジョージが「大いなる謎」を説くため、自分に接近して遺物を収集したと言う。ジョージが持っていたハードドライブのことを司法部には話していないが、すべてを知り愛する人々を脅した謎の男には話したと言う。サイロ以前に出版された、外界を描く本をジュリエットに渡す。夜、部屋で本を読むジュリエットを、何者かがサイロの技術よりはるかに進んだ機器で監視する。 |                                     |                        |                                |               |
| 7 | "炎の番人" "The Flame Keepers"      | Bert & Bertie          | Jessica Blaire                 | 2023年6月9日  |
| ロバートはサイト中の監視カメラの画像を見張る人々を指揮する。ジュリエットは司法部長のメドウズ裁判官の命令でグロリアが入院し薬漬けになっていることを知る。バーナードは、メドウズが捜査を妨害しているとジュリエットに警告する。ジュリエットはメドウズにグロリア解放を頼むも、「彼ら」が許さないと断られる。ジュリエットは疎遠である父ピートに頼み、グロリアを病院から一時的に出して薬漬けを解く。グロリアは自分が真実を伝え守る「炎の番人」の一部であったこと、外界を描く本を最後の「炎の番人」であるジョージの母アンに渡したこと、自分がピートによって不妊のままにされたこと、ジュリエットの母ハンナを知っていたことを語る。ジュリエットは鏡を通じて監視されていることに気づき、ハルストンが通気口に隠したハードディスクを手に入れる。シムズが襲撃隊を送り込むも、ジュリエットは逃げる。 |                                     |                        |                                |               |
| 8 | "ハンナ" "Hanna"                    | アダム・バーンスタイン | Jeffery Wang & Ingrid Escajeda | 2023年6月16日 |
| 過去、ジュリエットの母ハンナは医療のために禁止された拡大鏡を作るも家を強制捜索されて破壊される。夫ピートの密告のせいだと信じたまま自殺する。現在、ロバートは保安官事務所を強制捜索させる。ジュリエットはポールの助言でロバートを協定違反で逮捕し、ロバートの事務所の書類を捜索して母もまた鏡の裏から監視されていたことを知る。父が密告者でないことを知って和解する。ハードディスクを解読しようとするもコンピューターの権限がなく、ルーカスに頼んで断られる。ロバートはハードディスクを持つジュリエットを捕らえようと検問所をもうけ、影の権力者であるバーナードと二人でジュリエットを捕らえる。彼女が外に出たいと言ったと偽証する。ジュリエットは護送するポールのすきをついて逃げて階段から飛び降りる。 |                                     |                        |                                |               |
| 9 | "逃走" "The Getaway"                | アダム・バーンスタイン | Lekethia Dalcoe                | 2023年6月23日 |
| バーナードとロバートはジュリエットの徹底的な捜索を命令する。ジュリエットが前日にメッセージをルーカスに送ったことを知り、バーナードはルーカスを尋問してハードディスクの番号を知る。ポールは意図的にジュリエットを逃したと疑われて家に帰される。自分の症状のせいでジュリエットを逃がしたと考えて一人で探しに出て、ジュリエットの部屋で外界を描く本を見つけ、1ページを切り取ったのちに焼却する。ジュリエットはロバートの家でその妻を拘束し、コンピューターにハードディスクを繋げ、ジョージの遺した映像を見る。ロバートは自分の家でハードディスクがアクセスされていることを知って急行するも、家での暴力を嫌った妻が既にジュリエットを逃がしている。ジュリエットは貸しのあるパトリックの家で、違法行為をしていたIT部のダニーを脅し、アクセス場所を偽装して再びハードディスクにアクセスする。ジョージの遺した指示に従い、外の美しい景色の映像を見る。 |                                     |                        |                                |               |
| 10 | "外の世界" "Outside"                | アダム・バーンスタイン | Fred Golan                     | 2023年6月30日 |
| ジュリエットはパトリックとダニーの助けで30階分の全コンピューターに外の美しい景色の映像を映すが、バーナードがすぐにシャットダウンする。ダストシュートで逃げる途中、ジュリエットは最下層に落ちて友人たちに再会するもバーナードとロバートに逮捕され、ハードディスクは破壊される。後にジョージの「ドア」の話を聞いたバーナードはディスクを保存する。バーナードはジュリエットと取引をして、沈黙の代償としてサイロ中をカメラで監視する部屋に連れて行き、ジョージが自殺する映像を見せる。ロバートはポールの症状に気づくも目をつぶり次期保安官にする。長年部屋から出られなかったマーサは恐怖に打ち勝って資材部のカーラを訪ねる。バーナードはルーカスに10年間の鉱山への追放を命じる。住民たちが見守る中、ジュリエットは外に出されて美しい景色を見るもカメラは清掃しない。資材部からすり替えられた耐熱テープのおかげですぐには倒れず、美しい景色がまやかしで外の世界は荒廃していることを知る。他の多くのサイロの上部を目撃する。 |                                     |                        |                                |               |